# ناثانيل د. والاس
ناثانيل د. والاس (بالإنجليزية: Nathaniel D. Wallace)‏ هو سياسي أمريكي، ولد في 27 أكتوبر 1845، وتوفي في 16 يوليو 1894 بآشفيل في الولايات المتحدة. حزبياً، نشط في الحزب الديمقراطي. وقد انتخب عضو مجلس النواب الأمريكي.